# Đánh bom Beirut 2015
Vào ngày 12 tháng 11 năm 2015, 2 kẻ khủng bố tự sát đã cho bom nổ tại Bourj el-Barajneh, một vùng phụ cận phía nam của Beirut, Liban, mà dân cư hầu hết là người Hồi giáo Shia và bị kiểm soát bởi Hezbollah. Theo các báo cáo con số người chết từ 37 tới 43. ISIS tuyên bố là chủ mưu của cuộc tấn công.

## Bối cảnh
Khu vực này được xem là thành trì của Hezbollah, nhóm có những chiến sĩ đang tham dự vào cuộc Nội chiến Syria ủng hộ chính phủ của tổng thống Bashar al-Assad chống lại ISIS.